# Acacia concolorans
Acacia concolorans är en ärtväxtart som beskrevs av Bruce R. Maslin. Acacia concolorans ingår i släktet akacior, och familjen ärtväxter. Inga underarter finns listade i Catalogue of Life.